# Bernard Chardon
 (mars 2014).
Si vous disposez d'ouvrages ou d'articles de référence ou si vous connaissez des sites web de qualité traitant du thème abordé ici, merci de compléter l'article en donnant les références utiles à sa vérifiabilité et en les liant à la section « Notes et références ».
Pour les articles homonymes, voir Chardon (homonymie).
Bernard Chardon est un prêtre, enseignant, artiste peintre, céramiste et créateur de vitraux, né le 2 novembre 1927 à Saint-Maurice-du-Désert et mort le 5 avril 2024 à Lassay-les-Châteaux en Mayenne.

## Biographie
Bernard Chardon est originaire du nord-Mayenne. Son œuvre est indissociable de cette région.
Après avoir renoncé à peindre à l’huile, il utilise la peinture acrylique, sur différents supports : toile de lin ou coton sur châssis, bois, carton-plume. Bernard Chardon poursuit sa recherche d’une expression de plus en plus « ramassée » et témoigne de beaucoup d’admiration pour les peintres chinois de la grande époque tels que Shitao ou Shuta Kimura. Il utilise des fours à grand feux et des céramiques faites de grès et d'argile du nord de la Mayenne.
Il réalise également ses « vitrages » en composite : résine de synthèse et fibre de verre tissée et torsadée, teintée à l’aniline. Cette technique permet une grande luminosité tout en restant relativement économique. Des églises ou chapelles de la région ont pu retrouver les verrières qu’elles avaient perdues.
Il travaille le métal, plus précisément l’acier inoxydable qu’il teinte au vernis coloré, ainsi que le béton armé pour des œuvres monumentales.
Bernard Chardon meurt le 5 avril 2024 à Lassay-les-Châteaux en Mayenne à l'âge de 96 ans.

## Œuvres

### Peintures
Les œuvres de Bernard Chardon ont été exposées dans différents lieux de Mayenne, notamment à l'ermitage du Montaigu, mais aussi à Paris (par exemple au restaurant-galerie Spirit Bar de Paris 5e, fin 2014).

### Céramiques
- Bernard Chardon a créé deux céramiques pour l’église de Sainte-Suzanne : La Création,  inspirée du Cantique des Créatures de François d'Assise (1990) et Harmonie (2,20 m × 0,75 m, 2010).

### «Vitrages»
Œuvres réalisées pour des églises :
- église du Ham ;
- église du Ribay;
- chapelle de l'hôpital Roullois à Mayenne[4].

## Musée
Un musée consacré aux œuvres de Bernard Chardon a été implanté dans la chapelle Notre-Dame, au sein du parc de l’EHPAD Saint-Fraimbault de Lassay-les-Châteaux, et inauguré le 5 octobre 2014. Il rassemble et conserve une grande partie des quelque 5000 toiles que l'artiste a réalisées tout au long de sa vie.

## Exposition
Des œuvres de Bernard Chardon sont exposées au Spirit Bar à Paris en décembre 2014.